# 마자르 학살
마자르 대학살(The Masscre in Mazar)은 2001년 11월 아프가니스탄 북부 도시 마자르 인근에서 발생한 탈레반 포로 집단 학살 사건을 말한다.

## 개요
- 2001년 11월, 국제 엠네스티는 아프가니스탄 북부도시 마자르 이 샤리프 인근에 있는 한 포로수용소에서 탈레반 포로들이 일으킨 무장 폭동을 진압하는 과정에서 인권을 심각하게 유린하는 사태가 벌어졌다고 주장했다. 폭동 진압을 위해 미군 전투기와 무장 헬기가 요새에 폭격을 가하고 미국 및 영국의 특수부대가 북부 동맹군 병사들과 함께 탈레반 포로들을 진압하는 과정에서 600명 이상이 희생당했다. AP통신의 버트 허만 기자는 11월 28일 폭동 진압 직후 현장에 있었던 AP 사진기자의 말을 빌어 사망한 포로 약 50명의 두 손이 검은 천으로 묶여져 있었다고 보도했다.[1]

- 미국언론은 이 사건으로 인한 CIA 요원 1명의 죽음만 대대적으로 보도하고 있을 뿐, 약 6백명으로 추정되는 탈레반 포로의 죽음에 대해서는 제대로 언급조차 하지 않고 있는 실정이다.

## 이후
영국 BBC에서 일하다 프리랜서로 독립한 다큐멘터리 제작자 제이미 도런(Jamie Doran)이 이 사건을 <마자르 대학살>이라는 기록 영화로 만들었으나 취재원의 생명이 위험할 수 있다는 이유로 아직 일반에 공개되지 않았다. 이 필름에는 탈레반 포로에 대한 가혹행위에 대한 증언이 실렸고 사막에 버려진 수많은 사체들과 그 사이에서 활동하는 미군 특수부대원의 모습까지 담겨있다고 한다.
이에 대해 미국 국무부는 사건 자체를 부인하며 영화가 거짓말에 근거하고 있다고 비난했다.